# Gary Hill
Pour les articles homonymes, voir Hill.
 (mars 2021).
Si vous disposez d'ouvrages ou d'articles de référence ou si vous connaissez des sites web de qualité traitant du thème abordé ici, merci de compléter l'article en donnant les références utiles à sa vérifiabilité et en les liant à la section « Notes et références ».
Gary Hill est un artiste américain né le 4 avril 1951 à Santa Monica en Californie, connu pour ses bandes et installations vidéo. 

## Biographie
Gary Hill a étudié à l'Arts Students League de Woodstock (New York) puis travaillé et enseigné dans différentes villes de l'État de New York. 

### Œuvre et distinctions
Gary Hill a fait plusieurs expositions personnelles : au Centre Georges-Pompidou à Paris (1993), au Musée Guggenheim à SoHo, New York (1995), au Whitney Museum de New York (1998), au Musée d'art contemporain de Montréal (1998) ou à l'Aarhus Kunstmuseum au Danemark (1999), ainsi qu'à la Fondation Cartier pour l'art contemporain en 2007.
La plupart des vidéos d'art réalisées par cet artiste montrent des personnages semblant si véridiques qu'on a souvent le sentiment qu'ils sont présents avec le spectateur dans la même pièce. Gary Hill raconte de petits instants, des rencontres entre les gens pendant lesquelles les uns oublient pratiquement que les autres sont purement virtuels.
Gary Hill a mis en scène l'opéra Fidelio de Beethoven à l'opéra de Lyon en avril 2013. C'est une adaptation futuriste qui se passe dans un vaisseau spatial alors que la vie sur terre est détruite. L'utilisation des techniques informatiques et de projections vidéos sur la scène offrent une immersion dans un monde sombre où seul l'amour peut sauver les âmes. La musique de Beethoven s'accorde avec ce « space opera ». 
Il a reçu le Lion d'Or de la sculpture à la Biennale de Venise en 1995.
Il vit et travaille actuellement à Seattle dans l'État de Washington.